# Верх-Буждом
Верх-Буждом — посёлок в Кудымкарском районе Пермского края. Входил в состав Верх-Иньвенского сельского поселения (до 2000-х годов посёлок входил в состав Самковского сельсовета). Располагается западнее от города Кудымкара. Рядом с посёлком протекает река Буждомка. По данным Всероссийской переписи населения 2010 года, в посёлке проживало 265 человек (128 мужчин и 137 женщин). В посёлке Верх-Буждом имеется средняя школа.